# Борисенко, Николай Михайлович
Николай Михайлович Борисенко (25 ноября 1918, Нежин — 8 мая 1980) — украинский советский государственный и политический деятель.

## Биография
Родился 25 ноября 1918 года в городе Нежине Черниговской губернии (ныне Черниговской области) в семье служащего.
- в 1939—1941 годах работал зоотехником учебного хозяйства Харьковского зоотехнического института.
- в 1941 году окончил Харьковский зоотехнический институт.
- в 1941 году — старший зоотехник племенного свинорадгоспу «Ачинский» Красноярского края РСФСР.
- в 1941—1945 годах проходил службу в рядах Красной Армии. Окончил шестимесячные курсы при 2-м Томском артиллерийском училище. Участник Великой Отечественной войны. Член ВКП (б) с 1943 года.
- в 1945—1952 годах работал старшим зоотехником совхоза «Большевик» (Харьковская область); старшим зоотехником, директором совхоза «Ивковцы» (Черниговская область);
- в 1952—1955 годах — управляющий трестом «Укрглавмаслосырпром» (Чернигов);
- в 1955—1961 годах — председатель Исполнительного комитета Черниговского районного совета, начальник Черниговского областного управления сельского хозяйства;
- в 1961—1962 годах — председатель Исполнительного комитета Черниговского областного Совета;
- в 1961—1966 годах — кандидат в члены ЦК КП Украины;
- в 1963—1964 годах — 1-й секретарь Черниговского сельского областного комитета КП Украины;
- в 1964—1970 годах — 1-й секретарь Черниговского областного комитета КП Украины;
- в 1966—1980 годах — член ЦК КП Украины;
- в 1970—1980 годах — секретарь ЦК КП Украины;
- в 1970—1973 годах — кандидат в члены Политбюро ЦК КП Украины;
- в 1971—1976 годах — кандидат в члены ЦК КПСС;
- в 1973—1980 годах — член Политбюро ЦК КП Украины;
- в 1976—1980 годах — член ЦК КПСС.

Избирался депутатом Верховного Совета СССР 7, 8, 9 и 10-го созывов; депутатом Верховного Совета УССР 6, 9 и 10-го созывов (1963—1967 и 1975—1980 годы).
Жил в Киеве. Умер 8 мая 1980 года. Похоронен на Байковом кладбище (участок № 2, центральная аллея).
Имя было присвоено Харьковскому зооветеринарному институту.

### «Дело Борисенко»
В ноябре 1970 года вблизи Киева, в районе посёлка Конча-Заспа (территория дачного посёлка Управления делами ЦК КПУ), после праздничного застолья с компанией друзей пропал без вести сын Н. М. Борисенко — двадцатилетний Евгений. Несмотря на масштабные поисковые усилия республиканских и союзных правоохранительных органов, пропавший так и не был найден, а обстоятельства его исчезновения до сих пор остаются невыясненными.

По популярной, но недоказанной версии, Евгений Борисенко якобы был сбит автомобилем, которым управлял офицер милиции; последний застрелил тяжело раненного из табельного оружия, а тело спрятал под полотном дороги, которую в то время асфальтировали.

## Награды
- Три ордена Ленина;
- орден Октябрьской Революции;
- два ордена Трудового Красного Знамени.

## Увековечение памяти
Имя Николая Борисенко с советских времен (с 1980 года) и до 2016 года носила нынешняя улица Общественная в Чернигове (Новозаводской район).